# روبرت بالارد (منافس ألعاب قوى)
روبرت بالارد (بالإنجليزية: Robert Ballard) هو منافس ألعاب قوى أسترالي، ولد في 25 سبتمبر 1964.

## وصلات خارجية
- روبرت بالارد على موقع الاتحاد الدولي لألعاب القوى (الإنجليزية)
- روبرت بالارد على موقع النتائج التاريخية لألعاب القوى الأسترالية (الإنجليزية)
- روبرت بالارد على موقع اللجنة الأولمبية الدولية (الإنجليزية)
- روبرت بالارد على موقع أوليمبيديا (الإنجليزية)
- روبرت بالارد على موقع اللجنة الأولمبية الأسترالية (الإنجليزية)